# Троупянський Федір Абрамович
Федір (Файфель) Абрамович Троупянський (14 травня 1874 , Одеса, Херсонська губернія  — 12 травня 1949 , Одеса ) — український архітектор єврейського походження, будував переважно в Одесі та Києві. Дядько радянського архітектора Михайла Мінкуса.
Федір Троуп'янський народився в єврейській родині міщанина. В 1892 році закінчив Академію Мистецтв в Петербурзі та отримав звання художника-архітектора. Був архітектором при раді синагог у Одесі. За радянських часів викладав в Одеському інженерно-будівельному інституті.

## Родина
- Дружина — Олена Борисівна Троупянська (1874—1965).[1]
- Брат дружини — архітектор А. Б. Мінкус, співавтор по будівництву хмарочосу Гінзбурга та ін.
- Син — архітектор Борис Федорович Троупянський (1906—1983).
- Брат — Яків Абрамович Троупянський (1878—1955) — радянський скульптор, художник-прикладник.

## Проєкти та споруди Ф.А.Троупянського

### Одеса
- Пам'ятник архітектору О. Бернардацці, вул. Буніна, 15 (конкурсний проєкт);
- Меморіальні дошки у залі Одеського відділення Російського Технічного товариства, Князівська вул., 1 (конкурсний проєкт);
- Музей при Одеському відділенні Російського Технічного товариства, Князівська вул., 1 (конкурсний проєкт);
- Реконструкция палацу Л. Лопухіна з надбудовою третього поверху для готелю «Лондонська», арх. Ю. М. Дмитренко, Ф. А. Троупянский, підрядник Ф. Й. Гайдуков, 1898—1899, Приморський бул., 11;
- Римсько-католицький собор Св. Клементія, арх. В. О. Домбровський, Л. Л. Влодек, Ф. А. Троупянский, 1899—1906, вул. Заньковецької, 11 (зруйнований у 1936 р.);
- Нагляд за будівництвом будинку М. Озмідова, арх. Ю. М. Дмитренко, 1899 р., Маразліївська, 32;
- Нагляд за перебудовой спільно з А. Б. Мінкусом будинку Н. Маврокордато, проєкт: арх. Ю. М. Дмитренко, 1899—1900, вул. Рішельєвська, 12;
- Прибутковий будинок Тепера, арх. А. Б. Мінкус, Ф. А. Троупянский, 1901, вул. Осипова, 6;
- Будинок товариства взаємної допомоги прикажчиків-євреїв і концертний зал «Уніон», арх. Ф. А. Троупянський, А. Р. Рейхенберг, 1901—1902, Троїцька вул., 43;
- Комплекс нової міської лікарні, арх. В. О. Домбровський за участю Ф. А. Троупянского, 1901—1904, вул. академіка Воробйова, 5
- Житловий будинок А. Розен, арх. А. Б. Мінкус, Ф. А. Троупянський, 1902, 1909, пров. Мітракова, 6;
- Будинок торгового дому «Князь Ю. Гагарін», арх. Ф. А. Троупянський, А. Р. Рейхенберг, 1902—1903, Софіївська вул., 26;
- Будинок Ш. Шихман, 1903, Канатна вул., 84;
- Перебудова споруди, арх. В. О. Домбровский, Ф. А. Троупянский, 1903—1905, Канатна вул., 61 (імовірно помилкова адреса);
- Будівництво прибуткового будинку Гаєвського, проєкт: арх. В. О. Домбровський, 1903—1905, Єлісаветинська вул., 17;
- Житловий будинок Південно-Російського Костянтинівського товариства, 1905—1906, Старосінна пл., 15 (помилкова адреса);
- Прибутковий будинок, 1906, вул. Осипова, 24;
- Особняк Петра Сергійовича Толстого, 1906—1912, пров. Нахімова, 4 (у дворі);
- Будівництво дачі Бродського, проєкт: арх. В. О. Домбровский, ? — 1906, Фонтанська дор., 165;
- Дача-особняк Петра Сергійовича Толстого, 1907, Французький бульвар, 87 (не збереглась);
- Дача-особняк генерала Онопректа, 1907, Французький бульвар;
- Особняк Тодоровського, 1908, Французький бульвар;
- Прибутковий будинок, 1910—1911, Пантелеймонівська вул., 38;
- Деякі павільйони для Всеросійської виставки у Одесі, 1910 p. (нині парк ім. Т. Г. Шевченка, павільйони не збереглись);
- Реконструкція Російського театру у Скетіннг-рінк, проєкт: арх. Ф. А. Троупянський, нагляд: Л. Ф. Прокопович, 1910—1912 рр., вул. Грецька, 48;
- Крамниці католицького костелу (2 будівлі: шпалеровий магазин братів Тарнополь і магазин автомобілів «Фіат»), 1910—1913, Катерининська вул., 33;
- Будівлі на заводській території, 1910—1915, Прохорівська вулиця;
- Пам'ятник загиблим євреям під час погрому 1905 р. на Єврейському кладовищі, 1910—1914 рр., Люстдорфська дор., 5-7;
- Авіаційний завод А. Анатра, 1910, Французский бул., 60 (не зберігся);
- Перебудова прибуткового будинку Мандельблата, 1911, вул. Осипова, 34;
- Будинок Ізраільсон, 1911 р., Старосінна пл., 15;
- Будинок М. Новогородського, 1911, 2-й Куликовський пров., 7;
- Прозектура Єврейської лікарні, проєкт: арх. А. Б. Мінкус, нагляд: Ф. А. Троупянский,1911 р, М'ясоєдовська вул., 32;
- Ізоляційний барак Єврейської лікарні, проєкт: арх. А. Б. Мінкус, Ф. А., нагляд: Троупянский,1911 р., М'ясоєдовська вул., 32;
- Торговельний дім Гальперіна, 1912—1914, Рішельєвська вул. 16;
- Заводський корпус, 1912—1913, Прохорівська вул.;
- Адміністративний корпус Єврейської лікарні, арх. Ф. А. Троупянский, 1912—1914, М'ясоєдовська вул., 32;
- Дворовий флігель Бубі, арх. С. С. Гальперсон, Ф. А. Троупянський, 1912—1914, Катерининська, 6;
- Реконструкція прибуткового будинку Петра Сергійовича Толстого, 1912, пров. Нахімова, 2;
- Прибутковий будинок Товариства прикажчиків-євреїв, арх. Ф. А. Троупянський, нагляд: інж. Г. Л. Орпишевський, 1912—1913, Троїцька вул., 43а;
- Третя грязелікарня на Хаджибеєвському лимані, 1913 р. (не збереглась);
- Їдальня на Хаджибеєвському лимані, 1913 p. (не збереглась);
- Ремісниче училище Міщанської управи, 1914, Старопортофранківська вул., 32;
- Богадільня Міщанського товариства, 1914, Старопортофранківська вул., 32-36;
- Приймальний покій швидкої допомоги в 1-ї міській лікарні, 1914 p., вул. Пастера, 5;
- Дівоче училище, 1914 p., пров. Мітракова
- 4-поверховий прибутковий будинок, 1914, Колонтаївська вул., 37;
- Селянський банк, 1914, проєкт: арх. Ю. М. Дмитренко, нагляд: В. О. Домбровський, Ф. А. Троупянський, 1914, Маразліївська, 34а
- Кілька дач на Середньому Фонтані, 1914—1916;
- Шпиталь для поранених офицерів на Куяльнику, арх. Ф. А. Троупянський, Ф. П. Нестурх, 1915;
- Споруди па 2-му Шкіряному заводі, 1916—1917, Дальницька вул., 44;
- Санаторій на Куяльницькому курорту, 1928, Одеса), (не зберігся);
- Санаторій на Лермонтовському курорту (загальне планування та будівля їдальні), 1927—1931, Лермонтовський пров., 2 (їдальня не збереглася);
- Інженерно-будівельний інститут, 1930, 1937, вул. Дідріхсона, 4 корпус 1);
- Пологовий будинок, 1930, вул. Отамана Головатого, 32;
- Санаторний корпус санаторія МО СРСР, поч. 1930-х, Мукачівський пров., 8 (не зберігся);
- Новий головний корпус дитячого кістково-туберкулёзного санаторію «Біла квітка», арх. Ф. А. Троупянський, І. Н. Альтер, В. Л. Фельдштейн, А. Р. Копилов, 1934—1938, вул. Вавілова, 5 (не зберігся);
- Санаторій ім. Н. К. Крупської у Чорноморці, 1934—1938, арх. Ф. А. Троупянский, І. Н. Альтер, В. Л. Фельдштейн, А. Р. Копилов, вул. Зої Космодем'янської, 1;
- Науково-дослідний інститут Курортології і бальнеології,1937, Лермонтовський провулок, 6;
- Перебудова Гуртожитку інституту зв'язку, 1938—1939, Старопортофранківська вул., 59;
- Адміністративний корпус санаторію «Росія», 1935—1939, Французький бул., 60;
- Музична школа ім. П. С. Столярського, арх. Ф. А. Троупянский, А. Н. Попов, Л. Л. Доброговська, 1938—1939, Сабанєєв міст, 1);

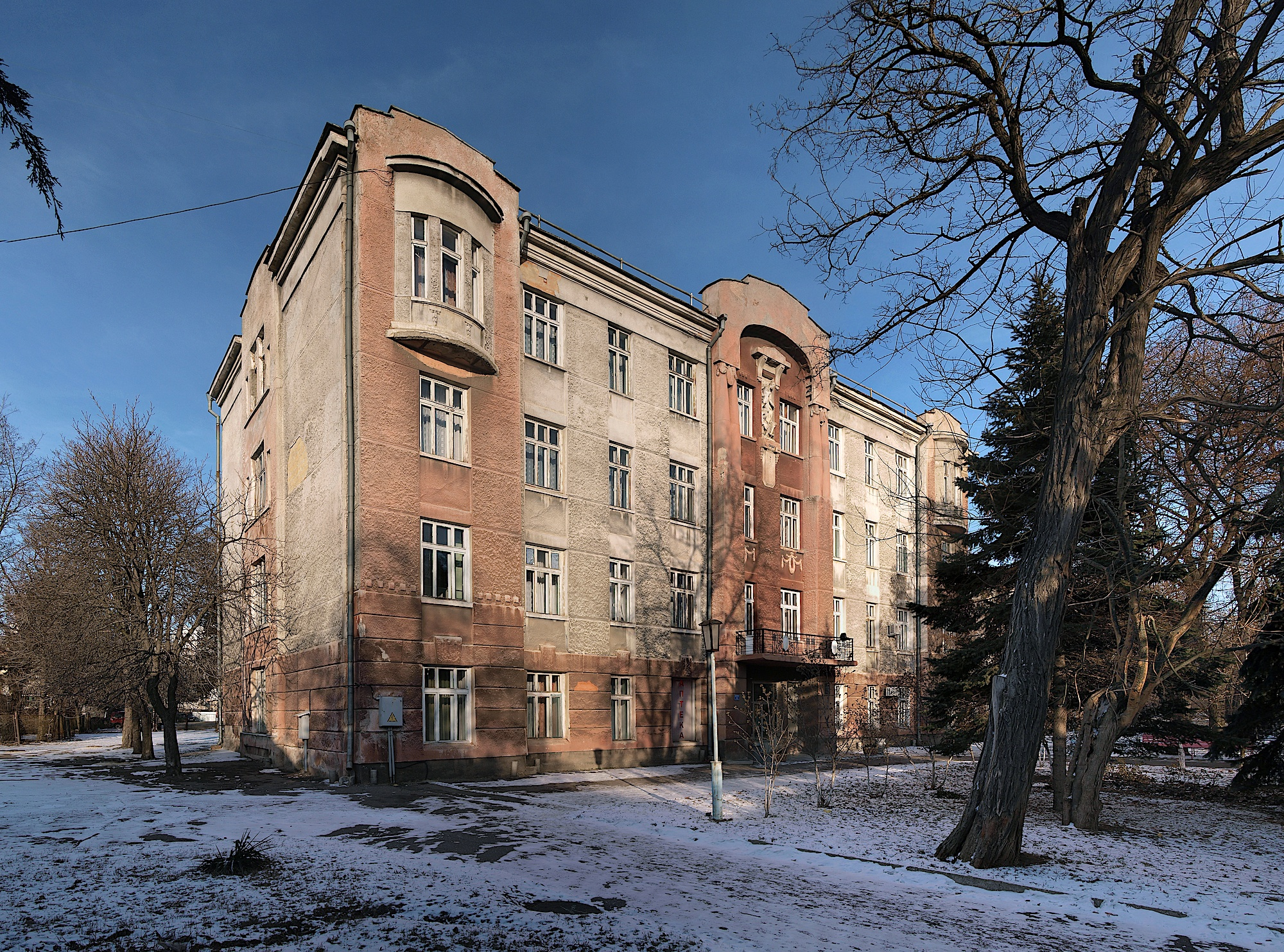
Водолікарня Ісаковича та Люлькимахера, Одеса
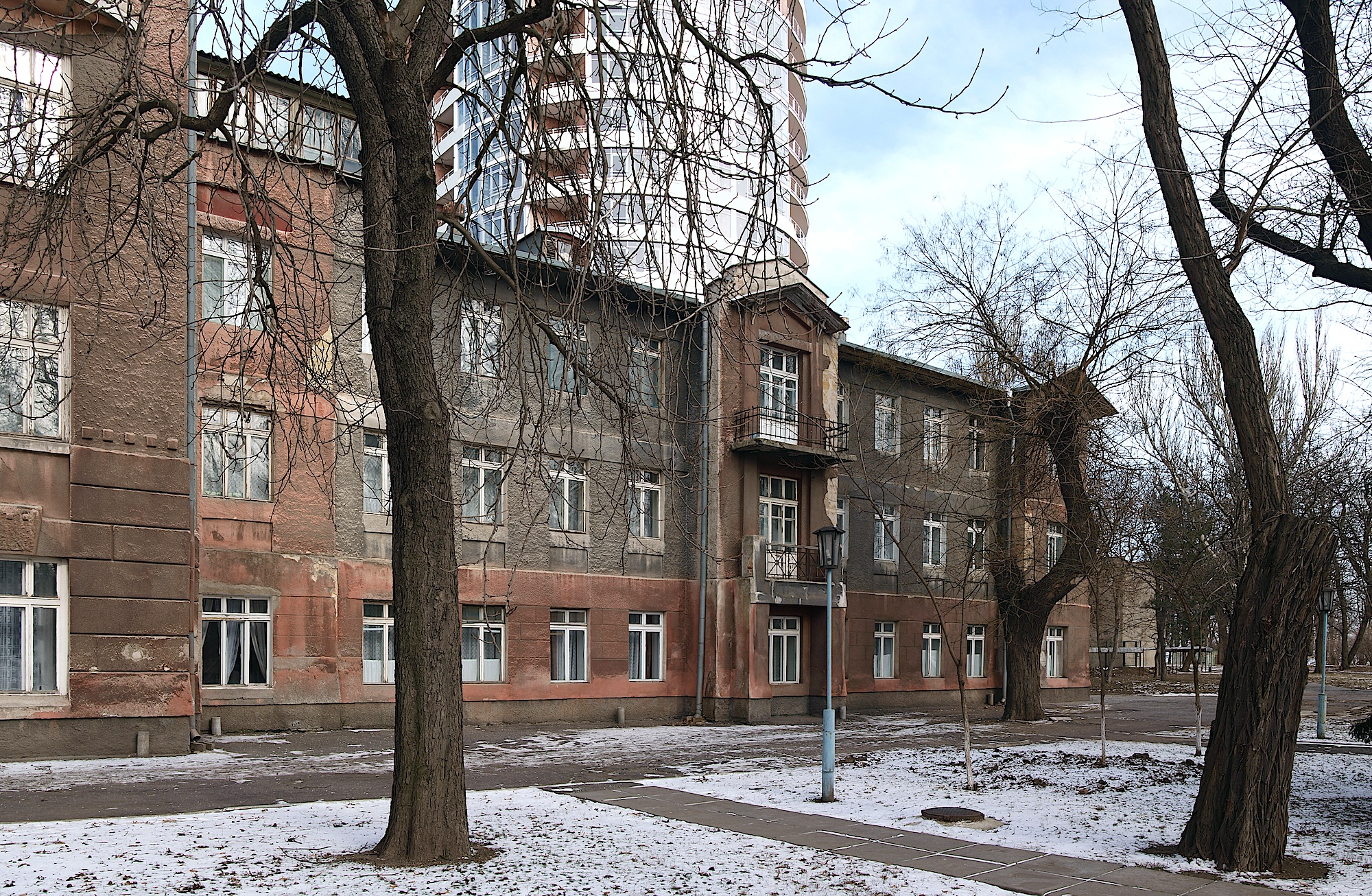
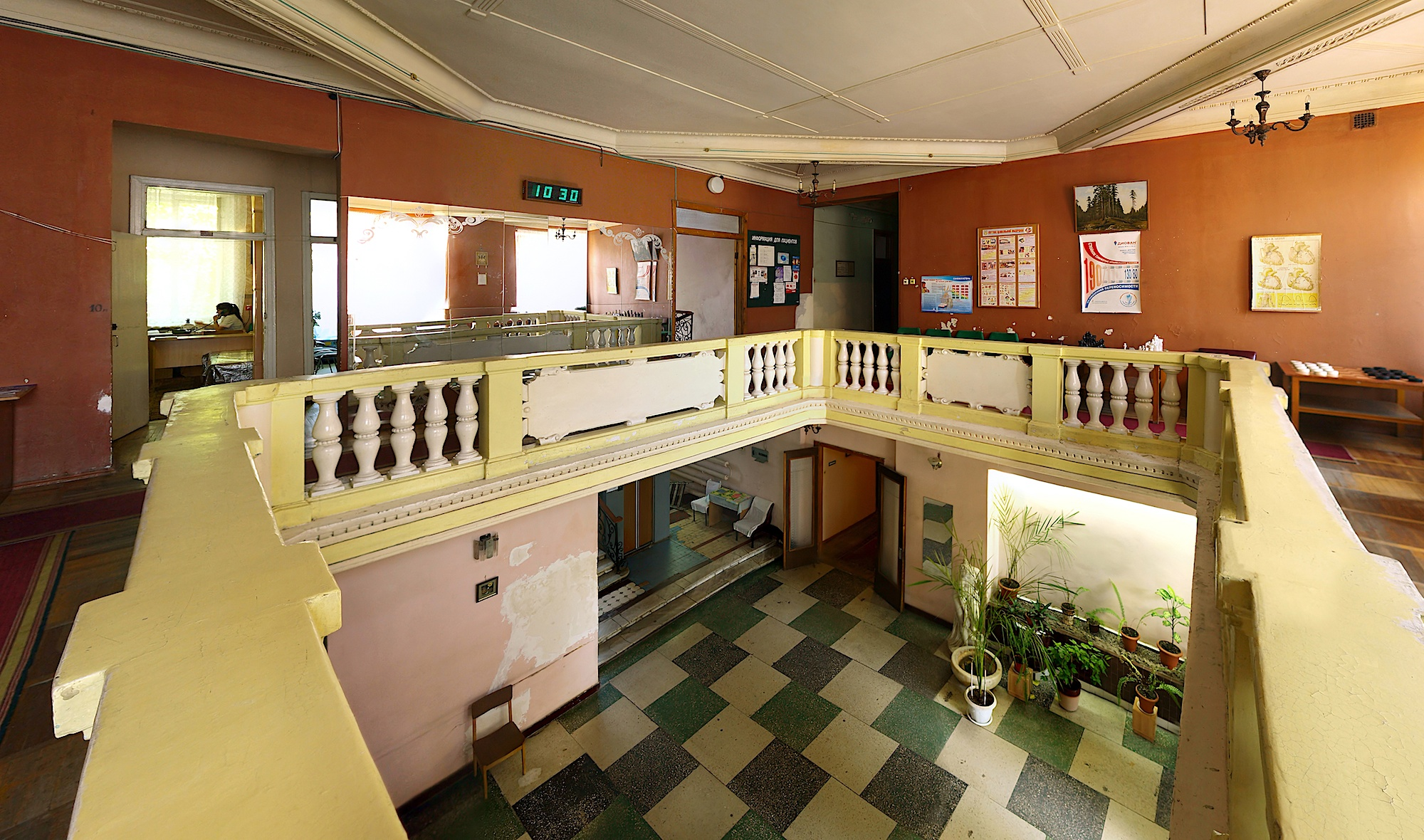
Інтер'єр
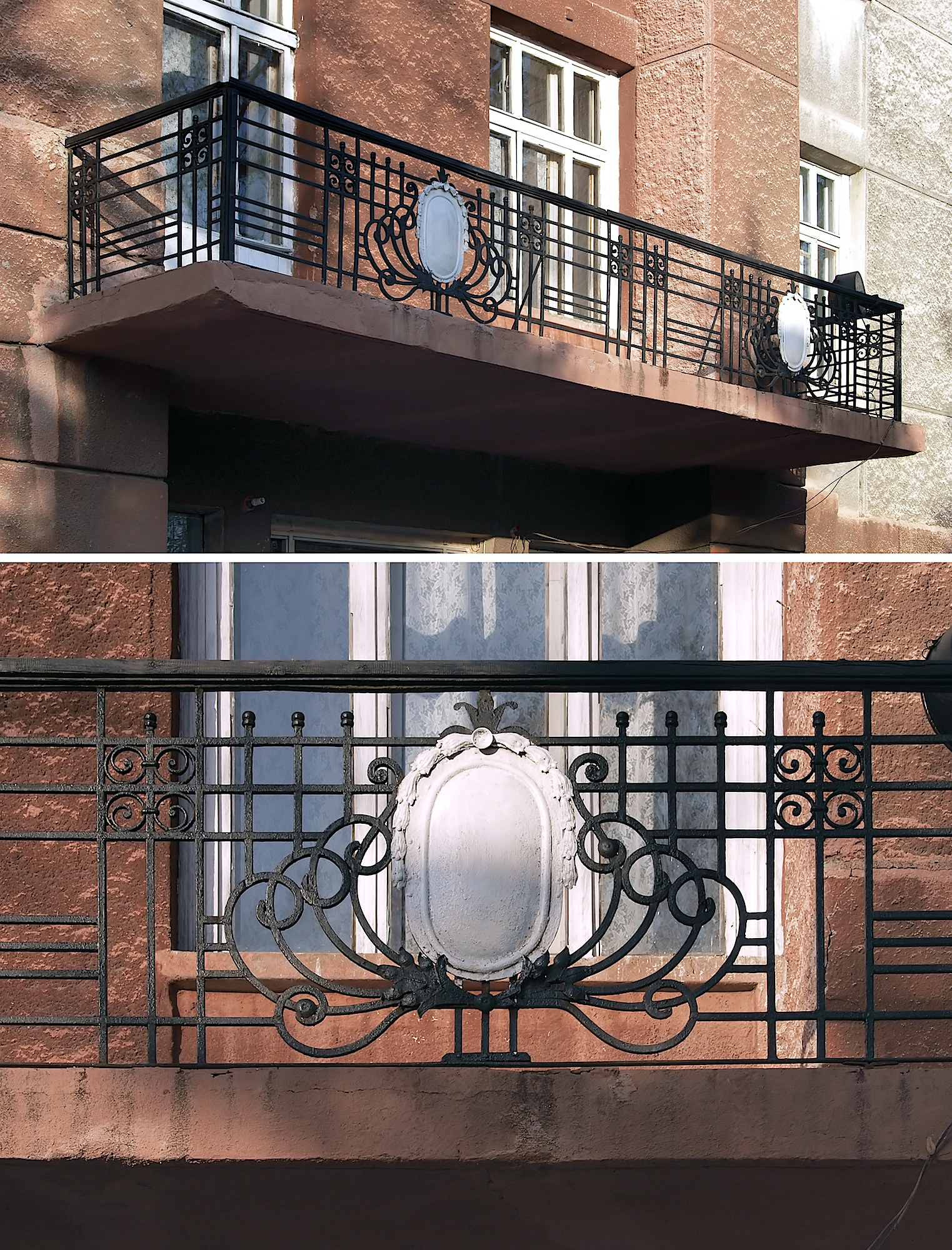
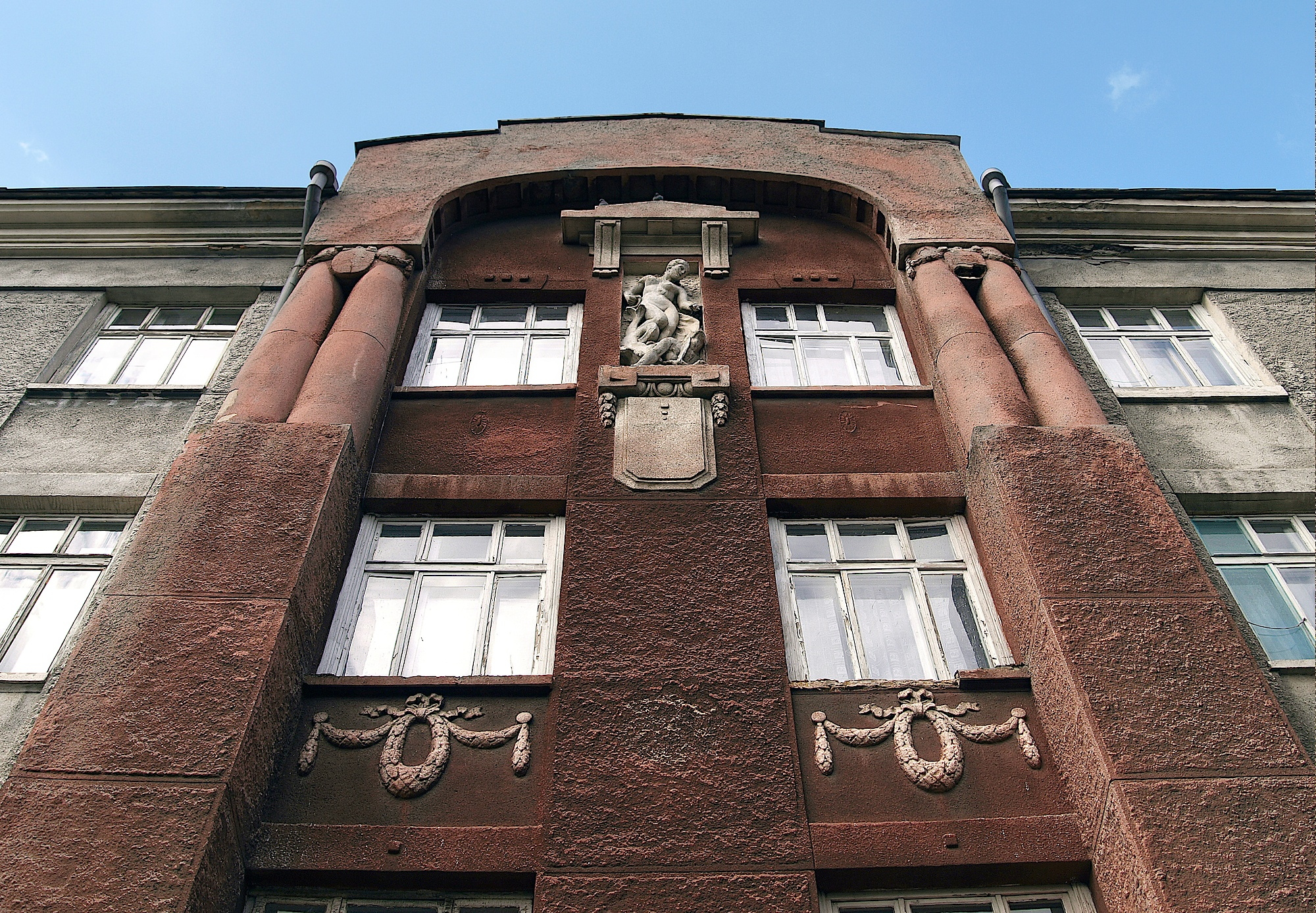

### Київ
- Житловий будинок, поч. ХХ ст., Київ, вул. Саксаганського, 36;
- Житловий будинок Льва Борисовича Гінзбурга, арх. А. Б. Мінкус, Ф. А. Троупянський, (1909—11), бул. Тараса Шевченка, 5;
- Житловий будинок Льва Борисовича Гінзбурга (Хмарочос Гінзбурга), арх. А. Б. Мінкус, Ф. А. Троупянський, 1910—12, Інститутська вул., 16 (не зберігся);
- Павільйон пароплавства для Київській виставки, 1912 (не зберігся);
- Житловий будинок, 1913-14, вул. Костьольна, 3;
- Житловий будинок Манова, 1914, Київ, вул. Саксаганського, 34;
- Особняк Якова Львовича Полякова, 1914, вул. Михайла Грушевського, 22;

### Інші міста
- залучався до будівництва костелу Воздвиження Святого Хреста, арх. В. О. Домбровський, ск. Еліо Саля, (1905—10, Фастів);